# Sojuzmul'tfil'm

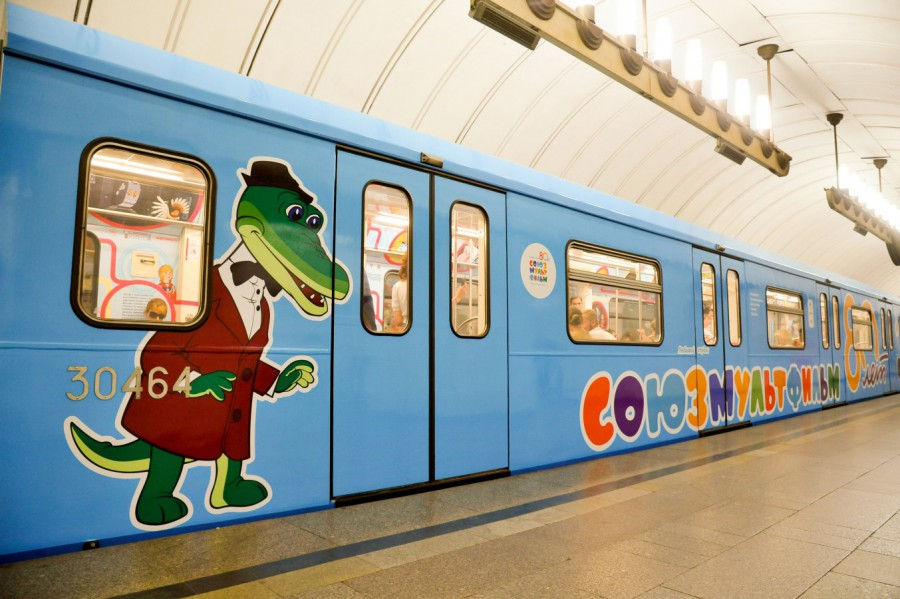
Un treno della Metropolitana di Mosca dedicato alla Sojuzmul'tfil'm, ad agosto 2016.

La Sojuzmul'tfil'm (in russo Союзмультфильм? , lett. "Cartoni dell'Unione") è uno studio di animazione russo che ebbe particolare rilevanza nel periodo sovietico. Fondato a Mosca nel 1936, nella sua storia ha prodotto oltre 1500 film a cartoni animati, avvalendosi della collaborazione di registi quali, tra gli altri, Ivan Ivanov-Vano, Fëdor Chitruk, Jurij Norštejn, Lev Atamanov, Roman Kačanov, Boris Stepancev, Vladimir Popov, Andrej Chržanovskij.
Nel 2016, in occasione dell'80º anniversario della fondazione, alla Sojuzmul'tfil'm è stato dedicato un treno della Metropolitana di Mosca.

## Filmografia parziale
- V Afrike žarko, regia di Dmitrij Babičenko e Aleksandr Beljakov (1936)
- Vozvraščënnoe solnce, regia di Ol'ga Chodataeva (1936)
- Kolobok, regia di Vladimir Suteev e Leonid Amal'rik (1936)
- Lisa-stroitel', regia di Aleksandr Vasil'evič Ivanov (1936)
- Otvažnyj morjak, regia di Viktor Smirnov (1936)
- Slonënok, regia di Anna Ščekalina (1936)
- Volšebnaja flejta, regia di Aleksandr Vasil'evič Ivanov (1937)
- Ded Moroz i seryj volk, regia di Ol'ga Chodataeva (1937)
- Zajac-portnoj, regia di Valentina e Zinaida Brumberg (1937)
- Zdes' ne kusajutsja, regia di Pantelejmon Petrovič Sazonov (1937)
- Kot v sapogach, regia di Valentina e Zinaida Brumberg (1937)
- Kotofej Kotofeevič, regia di Ivan Petrovič Ivanov-Vano (1937)
- Krasnaja Šapočka, regia di Valentina e Zinaida Brumberg (1937)
- Ljubimec publiki, regia di Aleksandr Vasil'evič Ivanov (1937)
- Negritjanskaja skazka, regia di Aleksandr Evmenenko e Vasilij Alekseev (1937)
- Nezvanyj gost', regia di Pantelejmon Petrovič Sazonov (1937)
- Privet gerojam!, regia di Boris Dëžkin, Gennadij Filippov e Nikoláj Vóinov (1937)
- Sladkij pirog, regia di Dmitrij Babičenko e Aleksandr Beljakov (1937)
- Chrabryj zajac, regia di Aleksandra Snežko-Blockaja, Aleksandr Evmenenko e Vasilij Alekseev (1937)
- Šumnoe plavanie, regia di Vladimir Suteev (1937)
- Žurnal Politsatiry Nº 1, regia di Ivan Petrovič Ivanov-Vano, Aleksandr Vasil'evič Ivanov, Vladimir Polkovnikov, Leonid Amal'rik e Dmitrij Babičenko (1938)
- Ivaško i Baba-Jaga, regia di Valentina e Zinaida Brumberg (1938)
- Koškin dom, regia di Pantelejmon Sazonov (1938)
- Kurica na ulice, regia di Pantelejmon Sazonov (1938)
- Lguniška, regia di Ivan Petrovič Ivanov-Vano (1938)
- Malen'kij Muk, regia di Ol'ga Chodataeva (1938)
- Mal'čik-s-pal'čik, regia di Ol'ga Chodataeva (1938)
- Ochotnik Fëdor, regia di Aleksandr Vasil'evič Ivanov (1938)
- Počemu u nosoroga škura v skladkach?, regia di Vladimir Suteev (1938)
- Skazka o dobrom Umare, regia di Aleksandr Evmenenko (1938)
- Boevye stranicy, regia di Dmitrij Babičenko (1939)
- Voinstvennye bobry, regia di Dmitrij Babičenko e Aleksandr Beljakov (1939)
- Ded Ivan, regia di Aleksandr Vasil'evič Ivanov (1939)
- Djadja Stëpa, regia di Vladimir Suteev e Lamis Bredis (1939)
- Limpopo, regia di Leonid Amal'rik e Vladimir Polkovnikov (1939)
- Mojdodyr, regia di Ivan Petrovič Ivanov-Vano (1939)
- Pobednyj maršrut, regia di Dmitrij Babičenko, Leonid Amal'rik e Vladimir Polkovnikov (1939)
- Taëžnye druz'ja, regia di Aleksandr Vasil'evič Ivanov (1939)
- I my na Olimpiadu, regia di Vladimir Suteev (1940)
- Ivas', regia di Ivan Petrovič Ivanov-Vano (1940)
- Ljubimye geroi, regia di Dmitrij Babičenko (1940)
- Medvežonok, regia di Aleksandr Evmenenko, Ol'ga Chodataeva, Pëtr Nosov (1940)
- Skazka o pope i ego rabotnike Balde, regia di Pantelejmon Sazonov (1940)
- Barmalej, regia di Leonid Amal'rik e Vladimir Polkovnikov (1941)
- Mucha-Cokotucha, regia di Vladimir Suteev (1941)
- Bili! B'ëm! Budem bit'!, regia di Dmitrij Babičenko (1941)
- Žurnal Politsatiry Nº 2, regia di Ivan Ivanov-Vano, Aleksandr Vasil'evič Ivanov, Valentina e Zinaida Brumberg, Ol'ga Chodataeva (1941)
- Ne toptat' fašistskomu sapogu našej rodiny, regia di Ivan Ivanov-Vano e Aleksandr Vasil'evič Ivanov (1941)
- Slon i Mos'ka, regia di Pantelejmon Sazonov e Lamis Bredis (1941)
- Stervjatniki, regia di Pantelejmon Sazonov (1941)
- Ëlka, regia di Michail Cechanovskij e Pëtr Nosov (1942)
- Kinocirk, regia di Ol'ga Chodataeva e Leonid Amal'rik (1942)
- Lisa, zajac i petuch, regia di Ol'ga Chodataeva (1942)
- Slastëna, regia di Pantelejmon Sazonov e Lamis Bredis (1942)
- Skazka o care Saltane, regia di Valentina e Zinaida Brumberg (1943)
- Odna iz mnogich, regia di Lamis Bredis (1943)
- Kradenoe solnce, regia di Ivan Ivanov-Vano (1944)
- Muzykal'naja šutka, regia di Dmitrij Babičenko (1944)
- Orël i krot, regia di Pantelejmon Sazonov e Lamis Bredis (1944)
- Pesnja o Čapaeve, regia di Ol'ga Chodataeva e Pëtr Nosov (1944)
- Sindbad-morechod, regia di Valentina e Zinaida Brumberg (1944)
- Sinica, regia di Mstislav Paščenko e Aleksandr Vasil'evič Ivanov (1944)
- Telefon, regia di Michail Cechanovskij (1944)
- Dom Nº 13, regia di Boris Dežkin e Gennadij Filippov (1945)
- Zimnjaja skazka, regia di Ivan Ivanov-Vano (1945)
- Propavšaja gramota, regia di Valentina e Zinaida Brumberg e Lamis Bredis (1945)
- Teremok, regia di Pëtr Nosov e Ol'ga Chodataeva (1945)
- Vesennie Melodii, regia di Dmitrij Babičenko (1946)
- Lisa i drozd, regia di Aleksandr Vasil'evič Ivanov (1946)
- Orlinoe pero, regia di Dmitrij Babičenko (1946)
- Pavlinij chvost, regia di Leonid Amal'rik e Vladimir Polkovnikov (1946)
- Pesenka radosti, regia di Mstislav Paščenko (1946)
- Tichaja poljana, regia di Boris Dëžkin e Gennadij Filippov (1946)
- U stracha glaza veliki, regia di Ol'ga Chodataeva (1946)
- Beloe zoloto, regia di Aleksandr Vasil'evič Ivanov (1947)
- Vesëlyj ogorod, regia di Vladimir Suteev (1947)
- Kvartet, regia di Aleksandr Vasil'evič Ivanov (1947)
- Il cavallino gobbettino (Konëk-Gorbunok), regia di Viktor Gromov e Aleksandra Snežko-Blockaja (1947)
- Putešestvie v stranu velikanov, regia di Dmitrij Babičenko (1947)
- Tebe, Moskva!, regia di Grigorij Lomidze (1947)
- Kem byt'?, regia di Dmitrij Babičenko (1948)
- Mašen'kin koncert, regia di Mstislav Paščenko (1948)
- Novogodnjaja noč', regia di Ol'ga Chodataeva e Pëtr Nosov (1948)
- Ochotnič'e ruž'ë, regia di Pantelejmon Petrovič Sazonov e Roman Davydov (1948)
- Pervyj urok, regia di Lamis Bredis (1948)
- Seraja Šejka, regia di Leonid Amal'rik e Vladimir Polkovnikov (1948)
- Skazka o soldate, regia di Valentina e Zinaida Brumberg (1948)
- Skazka starogo duba, regia di Ol'ga Chodataeva (1948)
- Slon i muravej, regia di Boris Dëžkin e Gennadij Filippov (1948)
- Fedja Zajcev, regia di Valentina e Zinaida Brumberg (1948)
- Cvetik-semicvetik, regia di Michail Cechanovskij (1948)
- Čempion, regia di Aleksandr Vasil'evič Ivanov (1948)
- Vesennjaja skazka, regia di Viktor Gromov (1949)
- Gusi-lebedi, regia di Ivan Ivanov-Vano e Aleksandra Snežko-Blockaja (1949)
- Kukuška i skvorec, regia di Leonid Amal'rik e Vladimir Polkovnikov (1949)
- Lev i zajac, regia di Boris Dëžkin e Gennadij Filippov (1949)
- Mister Uolk, regia di Viktor Gromov (1949)
- Polkan i Šavka, regia di Aleksandr Vasil'evič Ivanov (1949)
- Skoraja pomošč', regia di Lamis Bredis (1949)
- Časovye polej, regia di Pëtr Nosov (1949)
- Čudesnyj kolokol'čik, regia di Valentina e Zinaida Brumberg (1949)
- Čužoj golos, regia di Ivan Ivanov-Vano (1949)
- Volšebnyj klad, regia di Dmitrij Babičenko (1950)
- Devočka v cirke, regia di Valentina e Zinaida Brumberg (1950)
- Deduška i vnuček, regia di Aleksandr Vasil'evič Ivanov (1950)
- Dudočka i kuvšinčik, regia di Viktor Gromov (1950)
- Žëltyj aist, regia di Lev Atamanov (1950)
- Kogda zažigajutsja ëlki, regia di Mstislav Paščenko (1950)
- Krepyš, regia di Leonid Amal'rik e Vladimir Polkovnikov (1950)
- Kto pervyj?, regia di Boris Dëžkin e Gennadij Filippov (1950)
- Lisa-stroitel', regia di Pantelejmon Petrovič Sazonov (1950)
- Olen' i Volk, regia di Dmitrij Babičenko (1950)
- Skazka o rybake i rybke, regia di Michail Cechanovskij (1950)
- Čudo-mel'nica, regia di Ol'ga Chodataeva (1950)
- Biancaneve (1951)
- La notte prima di Natale (1951)
- Uno scoiattolo vagabondo (1951)
- Il fiorellino vermiglio (1952)
- Kaštanka (1952)
- L'antilope d'oro (1954)
- Partita di calcio straordinaria (1955)
- Snegovik-počtovik (1955)
- L'incantesimo dello gnomo (1955)
- I dodici mesi (1956)
- Il brutto anatroccolo (1956)
- La regina delle nevi (1957)
- Quando i desideri diventano realtà (1957)
- Volk i semero kozljat (1957)
- Lo scugnizzo di Napoli (1958)
- Petja i Krasnaja Šapočka (1958)
- Krasa nenagljadnaja (1958)
- Le avventure di Pinocchio (1959)
- Mašenka i medved' (1960)
- Cipollino (1961)
- I cigni selvatici (1962)
- Storia di un crimine (1962)
- Mister Twister, regia di Anatoliy Karanovich (1963)
- Pollicina (1964)
- Le vacanze di Bonifacio (1965)
- Rikki-Tikki-Tavi (1965)
- Ni bogu, ni čërtu (1965)
- Samyj, samyj, samyj, samyj (1966)
- Maugli (1967-1971)
- La sirenetta (1968)
- Film, film, film (1968)
- Malyš i Karlson (1968)
- Il coccodrillo Gena (1969)
- Vinni-Puch (1969)
- Nu, pogodi! (1969–1986)
- Vesëlaja karusel' (1969-)
- Le quattro stagioni (1969)
- I musicanti di Brema (1969)
- Antoška (1969)
- V strane nevyučennych urokov (1969)
- Umka (1969)
- Rassejannyj Džovanni (1969)
- Ded Moroz i leto (1969)
- La bambina di neve (1969)
- Karlson vernulsja (1970)
- Čeburaška (1971)
- Vinni-Puch idët v gosti (1971)
- Vinni-Puch i den' zabot (1972)
- Ščelkunčik (1973)
- Po sledam bremenskich muzykantov (1973)
- Šapokljak (1974)
- L'airone e la gru (1974)
- Futbol'nye zvëzdy (1974)
- Kak l'vënok i čerepacha peli pesnju (1974)
- Il riccio nella nebbia (1975)
- Il cavallino gobbo (1975)
- Kotënok po imeni Gav (1976-1982)
- Mal'čik-s-pal'čik (1977)
- L'ultimo petalo (1977)
- Troe iz Prostokvašino (1978)
- Cenerentola (1979)
- Il racconto dei racconti (1979)
- Il vascello volante (1979)
- Kanikuly v Prostokvašino (1980)
- Il mistero del terzo pianeta (1981)
- C'era una volta un cane (1982)
- Čeburaška va a scuola (1983)
- Zima v Prostokvašino (1984)
- Il principe e lo zar (1984)
- Vozvraščenie bludnogo popugaja (1984-1988)